# 2a Flota Aèria (Alemanya)
La 2a Flota Aèria (alemany: Luftflotte 2) va ser una de les principals unitats de la Luftwaffe alemanya durant la Segona Guerra Mundial. Va ser creada l'1 de febrer de 1939 a Braunschweig, sent dissolta el 27 de setembre de 1944.

## Història
Formada l'1 d'octubre de 1939 com a VII Districte Aeri Brunswick, el 12 d'octubre de 1937 com a 7è Districte Aeri i el 4 de febrer de 1938 com a 2n Comandament del Grup de la Força Aèria, fins a adquirir el seu nom definitiu l'1 de febrer de 1939, era responsable del nord-est d'Alemanya.
Durant la campanya occidental va recolzar l'acció del Armeegruppen B a través dels Països Baixos, Bèlgica i el nord de França. Des d'aquestes zones, va operar contra objectius al sud d'Anglaterra i Londres durant la batalla d'Anglaterra.
El 1941 va ser traslladat al Front Oriental, on dona suport a les accions del Grup d'Exèrcits Centre, atacant els defensors de Moscou. Finalment, el 15 de novembre d'aquell mateix any és enviat a Itàlia. El comandant de la Luftflotte 2, Generalfeldmarschall Albert Kesselring, va ser nomenat comandant en cap del sud; traslladant el quarter general a la nova seu a Frascati, prop de Roma.
A principis de 1943 actuà al sud-est d'Alemanya, al sud de França i Itàlia.
Dissolta el 27 de setembre de 1944, el personal restant va ser emprat per a la formació de la Luftflotte 10; i les seves tasques van ser assumides pel comandament general de la Luftwaffe a Itàlia.

## Zones de desplegament
- 1939 : Defensa d'occident
- 1940 : França
- 1941 : Sector central de Front Oriental
- 1942 : Mediterrània i Àfrica
- 1943 : Mediterrània i Àfrica
- 1944 : Itàlia

## Comandants
- General Hellmuth Felmy, 1 de febrer de 1939 – 12 de gener de 1940
- Generalfeldmarschall Albert Kesselring, 12 de gener de 1940 – 11 de juny de 1943
- Generalfeldmarschall Wolfram Freiherr von Richthofen, 12 de juny de 1943 – 27 de setembre de 1944

Caps de l'Estat Major
- Oberst Josef Kammhuber, 1 d'octubre de 1939 – 19 de desembre de 1939
- Generalmajor Wilhelm Speidel, 19 de desembre de 1939 – 30 de gener de 1940
- Oberst Gerhard Bassenge, 30 de gener de 1940 – 31 de juliol de 1940
- Oberst Hans Seidemann, 5 d'octubre de 1940 – 11 d'agost de 1942
- Generalmajor Paul Deichmann, 25 d'agost de 1942 – 25 de juny de 1943
- Generalleutnant Ernst Müller, 1 d'octubre de 1943 – de setembre de 1944